# Сергеевка (Славянский район)
Серге́евка (укр. Се́ргіївка) — село в Андреевской сельской общине Краматорского района Донецкой области Украины.

## Общие сведения
Население по переписи 2001 года составляло 1596 человек. Почтовый индекс — 84191. Телефонный код — 626.

## Географическое положение
Село расположено на реке Бычек, на трассе Краматорск — Доброполье, в 11 км от города Краматорск.

## Экономика
Молочнотоварная и свинотоварная ферма. Филиал «Краматорский» агрофирмы «Шахтёр». Значительное количество местного населения работает на машиностроительных заводах Краматорска.

## История
В конце XVIII века территория между речками Маячкой и Бычком называлась Пилиповской пустошью и принадлежало помещику И. П. Шабельскому. В 1806 получивший в наследство 195 крепостных В. И. Шабельский основал село Ивановку, которое потом называлось Сергеевкой, позже — Степным-Шабельским.
В 1859 К. Шабельская передала село своему родственнику М. Е. Замятину, и село стало снова называться Сергеевкой.
В 1923—1925 Сергеевка была центром района Бахмутского округа, в который входило 5 бывших волостей, считаю Сергеевскую.
В 1959 был ликвидирован Андреевский район (центр с. Сергеевка с 1939). До 1962 Сергеевка принадлежала Краматорскому городскому совету, а с июля 2020 — Краматорскому району.

## Достопримечательности
- Памятник воинам, погибшим в Великую Отечественную войну;
- Сергиевский женский монастырь во имя святого Сергия Радонежского Украинской Православной Церкви;
- Комплекс ставков с организованной зоной отдыха.
- Памятник Петру и Февронии.

## Известные люди, уроженцы и жители
- Пшонка Виктор Павлович — уроженец села, Генеральний прокурор Украины с 4 ноября 2010 по 22 февраля 2014 (г. Киев).
- Подкуйко Николай Андреевич — Герой Социалистического Труда, бывший председатель колхоза «Краматорский».

## Транспорт и связь
Автобусное сообщение с городами Краматорск, Покровск, Доброполье, Белозёрское.
Транзитное сообщение: маршрут Краматорск — Доброполье, маршрут Краматорск — Покровск.

## Местная власть
84191, Донецкая область, Краматорский район, с. Андреевка, ул. Мира, 7Б.